# Umut Dikme
Umut Dervis Dikme (ur. 3 lutego 2000 w Ludwigsburgu) – niemiecki snookerzysta. Mistrz Niemiec w 2024 roku.

## Kariera

### Początki
Umut Dikme już jako nastolatek był jednym z najbardziej utytułowanych graczy w snookera w Niemczech. Od 2014 roku trzykrotnie z rzędu zdobywał tytuł mistrza U-17, a w 2018 roku zdobył tytuł U-21. Był członkiem drużyny Bundesligi BC Stuttgart 1891, która w latach 2014 i 2017 zdobyła mistrzostwo Niemiec. Brał udział także w mistrzostwach międzynarodowych. Podczas Mistrzostw Europy U-18 w 2018 roku dotarł do półfinału, w którym przegrał z późniejszym zwycięzcą Jacksonem Pagem. W tym samym roku wziął udział także w dwóch otwartych turniejach zawodowych: w Paul Hunter Classic w Fürth i Gibraltar Open dostał się do turnieju głównego poprzez kwalifikacje amatorskie, mimo że później nie miał już szans w rywalizacji z profesjonalistami.
Następnie wziął udział w zawodach Q School i później w zawodach WSF Open, by zakwalifikować się do zawodowego Touru. Pomimo jednego czy dwóch znaczących sukcesów, nigdy nie zbliżył się do celu. Jego ambicje zostały dodatkowo ograniczone przez pandemię COVID-19, podczas której zawieszono amatorski snooker. Sytuacja zaczęła się poprawiać dopiero w 2022 roku. Mimo wszystko był jednym z najlepszych graczy w kraju: wygrał dwa turnieje German Snooker Tour, w tym jeden z nich, w którym pokonał byłego zawodowca Martina O’Donnella. W tym samym roku po raz pierwszy dotarł do finału Mistrzostw Niemiec w Snookerze. Reprezentował także Niemcy w snookerze na World Games w USA i dotarł do ćwierćfinału. Na Mistrzostwach Europy Amatorów pokonał Juliena Leclercqa i Antona Kazakowa i dotarł do półfinału, gdzie przegrał z późniejszym zwycięzcą tytułu Andresem Petrovem. Ponadto regularnie jeździł do Anglii na turnieje Q Tour, ale nie zbliżył się nawet do kwalifikacji do touru zawodowego.

### Mistrzostwa Niemiec
W sezonie Q Tour 2023/24 zyskał sławę, wygrywając turniej w Heilbronn i docierając do kolejnego finału w angielskim Leeds. Zajął czwarte miejsce w rankingu i dotarł do fazy play-off, ale w półfinale przegrał nieznacznie 5-6 z Mohamedem Shehabem. Nie potrafił jednak od razu wykorzystać tej okazji i w kolejnym roku nie zakwalifikował się do play-offów.
Najważniejszym momentem 2024 roku był jego drugi finał Mistrzostw Niemiec. Tym razem w finale pokonał Simona Lichtenberga 4-3. Po wycofaniu się BC Stuttgart, grał także w 1. SC Mayen-Koblenz w niemieckiej Bundeslidze i zdobył dwa kolejne tytuły ligowe w 2024 i 2025 roku.
Na arenie międzynarodowej ćwierćfinał Mistrzostw Świata WSF 2025 był jego najlepszym wynikiem w sezonie. W kolejnym Q School po raz pierwszy w pierwszym turnieju dotarł do finału grupy, ale przegrał decydujący mecz kwalifikacyjny z Liamem Pullenem 2-4. W turnieju numer dwa jego zwycięstwo nad Anthonym Hamiltonem zakończyło 34-letnią karierę Anglika. Jednak porażka 3-4 z Andrew Pagettem w półfinale pozbawiła go szansy na ponowną grę o miejsce w tourze. Spośród wszystkich graczy, którym nie udało się zakwalifikować, on i tak zaprezentował się najlepiej, co zapewniło mu miejsce na szczycie rankingu Order of Merit. Choć nie uzyskał statusu zawodowego, został wyznaczony na pierwszego rezerwowego gracza, gdy tylko zwolniło się miejsce w jednym z turniejów rankingowych World Snooker Tour.
W sezonie 2025/26 zadebiutował na British Open i odniósł pierwsze zwycięstwo 4:3, pokonując 14-letniego nowego zawodowca Michała Szubarczyka. Następnie pokonał w Championship League Fergala Quinna, nowicjusza w tourze. Zremisował także ze Scottem Donaldsonem, zapewniając sobie drugie miejsce w swojej grupie ligowej, wyprzedzając doświadczonego Szkota.